# Protocolo de Proteção Ambiental do Tratado da Antártica

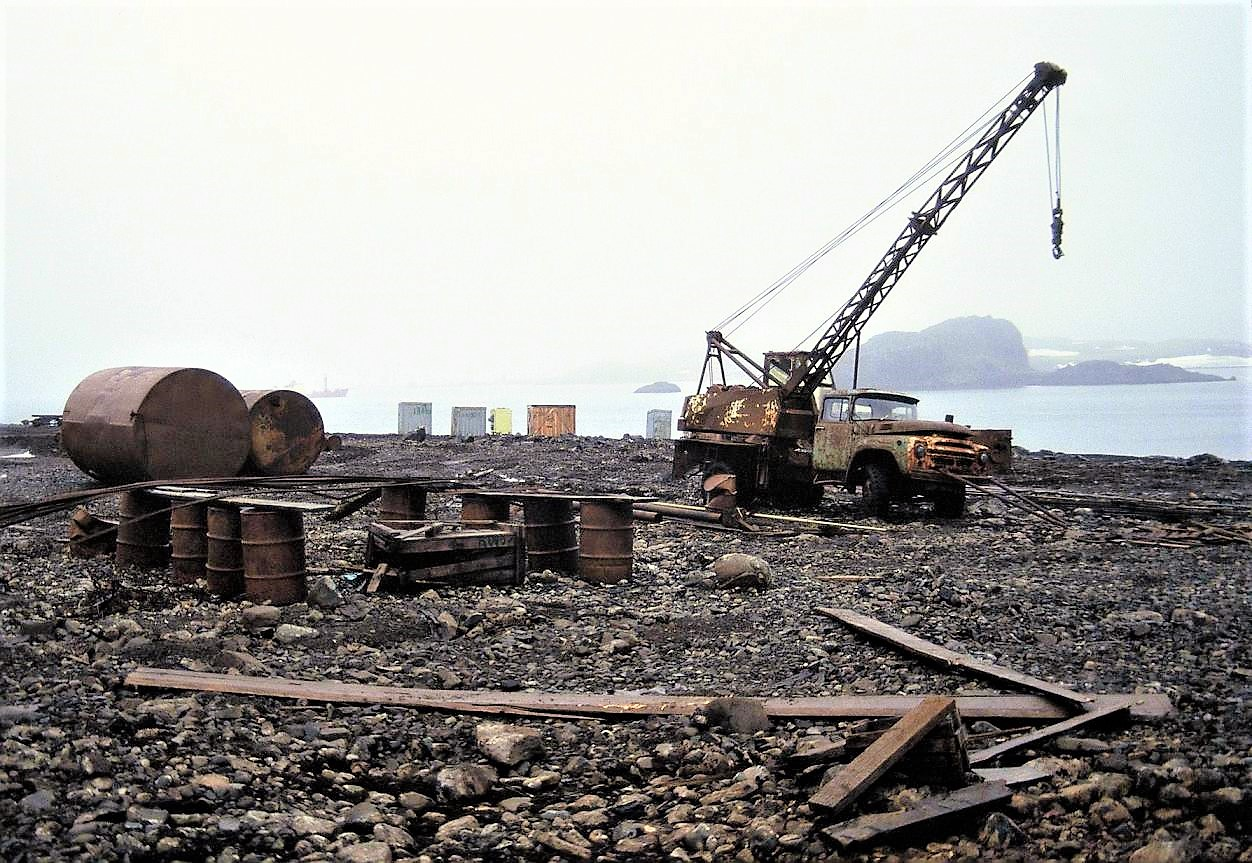
Este tipo de negligência ambiental (na base russa de Bellingshausen) não é mais permitido.

Protocolo de Proteção Ambiental do Tratado da Antártica (também conhecido como Protocolo de Madri) é um documento assinado pelos países assinantes do Tratado da Antártica, fazendo parte do Sistema de Tratados Antárticos. O protocolo assegura a proteção do meio ambiente na Antártica, em todas as atividades humanas desenvolvidas no continente.
O protocolo foi assinado em 4 de Outubro de 1991, entrando em vigor em 14 de Janeiro de 1998, cujos termos são válidos por 50 anos, ou seja, até o ano de 2048.

## Principais artigos do Tratado
- Artigo 3º — afirma que a proteção ao meio ambiente antártico como um deserto, com valor estético e científico, devem ser uma "consideração fundamental" de atividades na área.
- Artigo 7º — afirma que "qualquer actividade relacionada com recursos minerais, excepto a investigação científica, são proibidas." Esta disposição contrasta com a Convenção rejeitou sobre a regulamentação da Atividades de mineração dos Recursos Minerais da Antártida, que permitiria a  mineração sob o controle e tributação de uma entidade gestora internacional semelhante à International Seabed Authority.
- Artigo 8º — exige avaliação ambiental para todas as atividades, incluindo o turismo.
- Artigo 11º — cria um Comitê para a Proteção Ambiental para o continente.
- Artigo 15º — chamadas para os Estados membros a preparar ações de resposta de emergência na área.
- Artigos 18º-20º — mandar para arbitragem de disputas internacionais em matéria de Antarctica.
- Artigo 25º (5) — afirma que o artigo 7º proibição a mineração, não pode ser revogada, a menos que um futuro tratado de oportunidade a regulamentação a tal atividade.

## Os Estados-Partes
A partir de maio de 2013, o protocolo foi ratificado por 33 Estados-Partes:
- África do Sul
- Argentina
- Austrália
- Bielorrússia
- Bélgica
- Brasil
- Bulgária
- Canadá
- Chile
- China
- Chéquia
- Equador
- Estados Unidos
- Finlândia
- França
- Alemanha
- Grécia
- Índia
- Itália
- Japão
- Coreia do Sul
- Países Baixos
- Nova Zelândia
- Svalbard e Jan Mayen
- Peru
- Polónia
- Reino Unido
- Roménia
- Rússia
- Espanha
- Suécia
- Ucrânia
- Uruguai

A mais 11 estados :
- Áustria
- Colômbia
- Cuba
- Dinamarca
- Guatemala
- Hungria
- Coreia do Norte
- Papua-Nova Guiné
- Eslováquia
- Suíça
- Turquia

— assinaram mas não ratificaram.